# Insight (album de Maciek Pysz)
Pour les articles homonymes, voir Insight.
Insight est un album du musicien de jazz Maciek Pysz, publié en mai 2013 par 33 Jazz Records. Toutes les pistes sont composées par Pysz, sauf la piste 3, qui est composée conjointement et arrangé par Gianluca Corona et Maciek Pysz.

## Liste des titres
1. Those Days 6:38
2. Blue Water 6:55
3. Amici 7:27
4. Lost in London 4:11
5. Insights 4:47
6. Moody Leaf 6:44
7. Maroon 7:50
8. Steps of Time 6:34
9. Under the Sky 7:21

## Personnel
- Maciek Pysz - guitares acoustiques et classiques
- Yuri Goloubev - contrebasse
- Asaf Sirkis - batterie et percussions

## Avis
Insight reçu des critiques favorables universellement. Le critique Stephen Graham proclamé «un album qui annonce une nouvelle présence importante sur la scène de la guitare jazz".
Peter Bacon dans The Jazz Breakfast écrit «Maciek Pysz joue lui-même les deux guitares acoustiques et classiques, mais si riche est la qualité d'enregistrement et donc varié les sons qu'il parvient à obtenir que vous jurerait parfois il l'électricité a été impliqué » .
À Londres Jazz Nouvelles, Al Ryan a écrit « Il y a une intuition ou un raccourci entre les musiciens qui regroupe quelques-unes des plus frais idées musicales et influences musicales à travers le monde au jazz. Ce CD est l'aboutissement de trois années de jeu et les tournées ensemble et l'ambiance et la connexion est évident dans la musique » .
Et Ian Mann a écrit «écrit très mélodique et bien délimitée Pysz et le style de jeu sans hâte font pour un album très satisfaisante et souvent belle.» 
Jack Massarik dans Jazzwise décrit comme «la musique mélodique joué avec sensibilité et conviction dans un style qui emprunte plus du folk et de la musique classique contemporaine que du jazz ...»  
Adam Baruch a salué la qualité du son de l'album, en précisant il y a « une ambiance sonore étonnante » et a accordé l'album quatre étoiles sur cinq.
Dans Jazzitalia, Gianni Montano a décrit les «mélodies accrocheuses ... harmonieusement développés avec une musique simple qu'en apparence trompeuse, et où la recherche de nuances particulières et la gradation tonale sont exprimés en une expansion cohérente et uniforme» .
D'autres critiques ont mentionné que la simplicité trompeuse de Insight est sa plus grande force.

## Crédits
- Produit et arrangé par Maciek Pysz
- Enregistré 21-23 février 2013 à Artesuono Studios, Udine, Italie
- Enregistré, mixé et masterisé par Stefano Amerio
- Photographies par Krystian Data
- Design par Dirk Bertelmann

## Source
- (en) Cet article est partiellement ou en totalité issu de l’article de Wikipédia en anglais intitulé « Insight (album) » (voir la liste des auteurs).